# Siergiej Konionkow
Siergiej Timofiejewicz Konionkow (ros. Серге́й Тимофе́евич Конёнков, ur. 28 czerwca?/10 lipca 1874 w Karakowiczach, obecnie obwód smoleński w Rosji, zm. 9 grudnia 1971 w Moskwie) – rosyjski rzeźbiarz, grafik i pedagog. Bohater Pracy Socjalistycznej (1964). Ludowy Artysta ZSRR (1958). Ludowy Artysta RFSRR (1955). Członek rzeczywisty Cesarskiej Akademii Sztuk Pięknych (od 1906) i Akademii Sztuk Pięknych ZSRR od 1954.

## Życiorys
W latach 1892–1899 uczył się w Moskiewskiej Uczelni Malarstwa, Rzeźby i Architektury, następnie do 1902 w Wyższej Uczelni Artystycznej przy Cesarskiej Akademii Sztuk Pięknych w pracowni Władimira Bieklemiszewa. Uzyskał dyplom na podstawie rzeźby Samson rozrywający pęta. Uczestniczył w moskiewskim powstaniu grudniowym podczas Rewolucji 1905 roku. W 1906 stworzył cykl portretów uczestników tych wydarzeń. W 1907 zaprezentował cykl drewnianych rzeźb zwanych „serią leśną” – wizerunków bóstw słowiańskich zawierającą w sobie elementy modernizmu i rzeźby archaicznej. Temat lasu przewijał się w jego dziełach również w kolejnych latach (np. Strzybóg z 1910). W drugiej dekadzie XX wieku tworzył także rzeźby inspirowane podróżą po Grecji i Egipcie w 1912. Od 1909 był członkiem Związku Rosyjskich Artystów, a od 1916 – członkiem rzeczywistym Cesarskiej Akademii Sztuk Pięknych. Od 1917 do 1919 stał na czele Moskiewskiego Związku Zawodowego Rzeźbiarzy. W latach 1918–1922 wykładał we Wchutiemasie i studiu Proletkultu. Należał do Stowarzyszenia Artystów Rewolucyjnej Rosji. W 1918 wykonał tablicę „Poległym w walce o pokój i braterstwo narodów” dla Baszty Senackiej na Kremlu i kompozycję rzeźbiarską Stiepan Razin i jego drużyna na plac Czerwony (obecnie w Państwowym Muzeum Rosyjskim).
W końcu 1923 wyjechał z żoną Margaritą na wystawę rosyjskiej i radzieckiej sztuki do Rygi i USA. Powrócił do ojczyzny dopiero po 22 latach. W tym okresie mieszkał głównie w Nowym Jorku. Mieszkając w Stanach Zjednoczonych tworzył rysunki inspirowane Apokalipsą św. Jana i wyobrażenia kosmogonii. Należał do grupy „Uczniów Chrystusa” założonej przez Charlesa Taze’a Russella. W 1935 wykonał popiersie Alberta Einsteina dla uniwersytetu Princeton. Podczas drugiej wojny światowej działał w Komitecie Pomocy Rosji i tworzył na podstawie fotografii portrety radzieckich marszałków. Prowadził korespondencję ze Stalinem, w której miał przewidzieć datę ataku Niemiec na ZSRR i zakończenia wojny. W 1945 na osobisty rozkaz Stalina parowiec „Smolny” przewiózł artystę i jego dzieła do ZSRR. Rzeźbiarz otrzymał od państwa pracownię w Moskwie na rogu ulicy Gorkiego (dziś Twierskaja) i Twerskiego bulwaru. W ostatnich latach życia stworzył cykl Trzy wieki przedstawiający członkinie rodziny Maksyma Gorkiego, u którego gościł we Włoszech w latach 1928–1929. Wykonywał także portrety wybitnych postaci rosyjskiej i światowej kultury (m.in. Bacha, Paganiniego). Na jego grobie na Cmentarzu Nowodziewiczym w Moskwie znajduje się rzeźbiony autoportret.
Był honorowym obywatelem Smoleńska (1964).
Nazwę „Skulptor Konionkow” nosił ukończony w 1976 prototypowy statek serii Ro-ro typu B-481 o nośności 17300 ton zaprojektowany w Stoczni Gdańskiej przez zespół pod kierunkiem mgr. inż. Zbigniewa Bisagi.

## Odznaczenia
- Bohater Pracy Socjalistycznej (1964)
- Ludowy Artysta ZSRR (1958)
- Nagroda Leninowska (1957) za autoportret
- Nagroda Stalinowska trzeciego stopnia (1951) za rzeźby Marfińka i Ninoczka z cyklu Trzy wieki
- dwa razy Order Lenina (1956 i 1964)